# Brote de cólera en Haití
El brote de cólera de 2010 en Haití fue un brote epidémico y obsoleto de cólera que comenzó a finales de octubre de 2010 en zona rural del departamento de Artibonito en Haití, a unos 100 kilómetros al norte de la capital del país, Puerto Príncipe. Para el 27 de marzo de 2013, los reportes ya indicaban que el brote había matado a 8053 personas, además de afectar a centenas de miles más. Para el 1 de marzo de 2011, se habían detectado tres muertes y unos 400 casos de cólera en el país vecino, República Dominicana. Antes, se había detectado un caso en Florida, Estados Unidos. También se reportó a finales de enero de 2011, que casi 300 venezolanos habían contraído la enfermedad después de viajar a la República Dominicana. El último caso fue identificado en enero de 2019.

## Origen
El 21 de octubre de 2010, los Centros para el Control y Prevención de Enfermedades (CDC) de los Estados Unidos confirmaron que los casos de enfermedad diarreica aguda que se reportaron en hospitales de la región de Artibonito eran causados por cólera. El brote de casos representa la primera gran ocurrencia de cólera en Haití en el último medio siglo, y como resultado, provocó el pánico y confusión en la población, complicando los esfuerzos enfocados a combatir la enfermedad.
De acuerdo a los CDC, el cólera no se difunde ampliamente en aquellos lugares en donde el manejo del agua potable y desechos es adecuado. Cuando el tratamiento del agua para el consumo humano no es el adecuado, como ocurre en Haití tras el catastrófico terremoto de 2010, el cólera puede transmitirse muy rápidamente.

## Fuente
Un equipo de la ONU investiga muestras de desechos sospechosos que se estaban filtrando desde una base del equipo de ayuda nepalés, y que pudo contaminar el río y su sistema hídrico. Vincenzo Pugliese, miembro del MINUSTAH, confirmó la validez de las pruebas. Aparentemente, la fuente de la epidemia fueron las aguas del río Artibonito, las cuales sirven para el consumo de las personas que viven en la región. La ONU también envió suministros de ayuda humanitaria y médica a las regiones afectadas. El CDC informó que las muestras de ADN tomadas de haitianos afectados demostraron pertenecer a una cepa de la bacteria Vibrio cholerae identificada como serogrupo O1, serotipo Ogawa; dicha cepa se encuentra comúnmente en el Sureste Asiático.
Gregory Hartl, vocero de la Organización Mundial de la Salud, Un equipo de la ONU investiga muestras de desechos sospechosos que se estaban filtrando desde una base del equipo de ayuda nepalés, y que pudo contaminar el río y su sistema hídrico. Vincenzo Pugliese, miembro del MINUSTAH, confirmó la validez de las pruebas. declaró que el encontrar la causa del brote «no era importante». «Por ahora, no hay una investigación activa. No puedo decir otra cosa [si la hubiera]. Es algo en lo que no estamos pensando en estos momentos. Lo que nos preocupa es la respuesta de salud pública en Haití». Jordan Tappero, el epidemiólogo jefe del CDC, indicó que la tarea principal es controlar el brote, y no buscar el origen de la enfermedad, ya que en sus palabras «posiblemente nunca podremos conocer el origen específico de esta cepa de cólera». Una portavoz del CDC, Kathryn Harben, añadió que «en algún momento en el futuro, cuando los muchos análisis a la cepa hayan concluido, será posible identificar el origen de la cepa que causa el brote en Haití». Sin embargo, Paul Farmer, cofundador de la organización médica Partners in Health, declaró que no había razón para esperar. «La afirmación de que nunca lo sabremos no es muy probable. Tiene que haber una forma de conocer la verdad sin necesidad de señalar culpables». Un experto en cólera, John Mekalanos, apoyó la idea de que era de importancia conocer el cómo y dónde surgió la enfermedad debido a que la cepa bacteriana era una «nueva y virulenta cepa previamente desconocida en el hemisferio occidental, y todo trabajador de la salud necesita saber cómo se difunde». El 16 de noviembre, el embajador sueco en Haití declaró que había seguridad de que las cepas se habían originado en Nepal.

### Reacciones internas
Ha habido protestas que urgen por la salida del país a la brigada nepalés de la ONU. También hubo preocupación tras el descubrimiento de 15 casos en la capital de que la epidemia se propague de forma importante. La Organización Panamericana de la Salud calculó que unas 270.000 personas podrían infectarse en menos de un año si continuase el brote.
El 15 de noviembre surgieron disturbios en la ciudad de Cabo Haitiano luego de la aparición de los rumores de que el brote fue causado por soldados de la ONU provenientes de Nepal. Al menos dos personas murieron en los incidentes, incluyendo un trabajador de la ONU. Los disturbios continuaron por un segundo día. Tras los disturbios, la ONU denunció que el brote se estaba manejando localmente mediante «movimientos políticos debido a las elecciones venideras», ya que el gobierno de Haití envió sus fuerzas para "protestar" contra los cuerpos de paz de la ONU.
A 23 de diciembre al menos 45 personas han sido linchadas hasta la muerte en Haití desde el inicio de la epidemia de cólera, según informa el ministerio haitiano de la comunicación y la cultura.
"Las víctimas son, en su mayoría, sacerdotes de la religión vudú, y fueron asesinados a machetazos y a pedradas antes de ser quemados en la calle", explica Moïse Fritz Evens.

## Contagio
A finales de octubre, se habían confirmado contagios en cuatro de los diez departamentos de Haití: Arcahaie, Limbá, Mirebalais y la capital Puerto Príncipe, además de los barrios pobres de Cité Soleil; para el 16 de noviembre ya se había diseminado en todo el país. En algunos hospitales, no se ha podido tratar a muchos de los pacientes debido al hacinamiento. Los trabajadores de la salud temían que la enfermedad se difundiera aún más debido a las inundaciones producidas por el huracán Tomas.
También existen preocupaciones de que la enfermedad se extienda, dado que muchas personas aún viven bajo condiciones poco sanitarias en campos de refugiados tras el terremoto, luego que se reportaran brotes en dichos campos. estas preocupaciones continúan, a pesar de las noticias de que el brote ha sido contenido en las zonas norte y central del país. Un primer caso de cólera fue reportado en la República Dominicana a mediados de noviembre de 2010, luego de una predicción de que esto iba a ocurrir inevitablemente, hecha por la Organización Panamericana de la Salud. El 17 de noviembre, también se detectó un caso en Florida, Estados Unidos, de una persona que recientemente había viajado a la zona afectada en Haití.
A 7 de diciembre ascienden a 20 los casos de cólera detectados en República Dominicana, de los cuales la mitad corresponde a menores de 15 años, tres de ellos con menos de cinco y otros siete con edades comprendidas entre los cinco y los 15 años. Además, otras diez personas se encuentran bajo observación, a la espera de confirmar el diagnóstico.

## Casos
Algunas agencias han reportado que probablemente haya un mayor número de víctimas debido a que el gobierno no buscó fallecidos en las áreas rurales, donde mucha gente no puede acceder a un hospital o centro de tratamiento de emergencia.

## Reacciones políticas
El 28 de octubre, el director del departamento de salud de Haití, Gabriel Thimoté, indicó que 4147 estaban siendo tratadas. La directora del departamento de la enfermedad del cólera en la OMS, Claire-Lise Chaignat, declaró que la epidemia no estaba frenada todavía y que consideraba que aún no había «alcanzado su pico máximo», así que las autoridades haitianas debían estar preparadas para «el peor escenario posible», del cólera extendiéndose en la capital, Puerto Príncipe.
El 10 de noviembre, Gabriel Thimote, oficial en jefe de salud de Haití, dijo que el brote ya «no era «una simple emergencia, sino que es ahora un problema de seguridad nacional».
El brote de cólera se convirtió en un asunto de respuestas políticas para los candidatos de las elecciones generales de Haití de 2010. Estas elecciones nacionales serán el 28 de noviembre y se elegirá presidente, diputados y senadores, en medio de este difícil ambiente.
El 12 de noviembre, la Organización de las Naciones Unidas formuló una petición para obtener USD$ 160 millones, con el fin de luchar en contra de la expansión de la enfermedad, indicando que «todos los esfuerzos podrían ser rebasados por la epidemia» y advirtió sobre la falta de espacio para los pacientes en los hospitales. También negó las acusaciones de que el contingente nepalés hubiese sido responsable del brote.
El 10 de diciembre La secretaria de Estado de Cooperación, Soraya Rodríguez, ha pedido a sus colegas europeos "esfuerzos más solidarios" adicionales para contribuir a "frenar" la epidemia de cólera en Haití. El comisario de Desarrollo, Andris Piebalgs, "se ha hecho eco" de la carta que le remitió el Gobierno español para trasladarle su "preocupación" ante la "enorme dimensión" que está cobrando la epidemia y ha instado a los Veintisiete a hacer "un esfuerzo en atención de esta crisis" y además se ha comprometido a que el Ejecutivo comunitario ejerza "una labor de coordinación", según explicó Rodríguez en declaraciones a la prensa al término de la reunión de ministros de Desarrollo de la UE. 
El 13 de diciembre la Unión Europea ha puesto a disposición de las autoridades haitianas un "nuevo" paquete de ayuda de 10 millones de euros para contribuir a contener el cólera en Haití. La comisaria de Ayuda Humanitaria, Kristalina Georgieva, ha precisado que "el nuevo desembolso" obedece a una petición de ayuda extraordinaria de las autoridades y ha precisado que la UE liberará la ayuda cuando éstas constaten a Bruselas "que tienen capacidad para absorber la ayuda". Hasta la fecha la Unión Europea ya había aportado 12 millones de euros para hacer frente a las epidemia de cólera.
El 23 de diciembre el Banco Interamericano de Desarrollo (BID), ha comunicado que en las próximas semanas desembolsará una donación de emergencia de 15 millones de dólares para ayudar a combatir el brote de cólera.
El 3 de enero de 2011 La Agencia Asturiana de Cooperación del Principado de Asturias comunica que enviará esta semana un hospital de campaña medicalizado a Puerto Príncipe (Haití). Tiene una superficie de 70 metros cuadrados y permite la hospitalización de 18 pacientes. Además, la instalación cuenta con un almacén anexo de 20 metros cuadrados que está dotado con todas las herramientas médicas necesarias.